# Nola (República Centro-Africana)
Nola é uma cidade localizada no sudoeste da República Centro-Africana, capital da prefeitura de Sangha-Mbaéré. Situada próximo às fronteiras com Camarões e a República do Congo, Nola tinha uma população de 6 019 habitantes em 2003, data do último censo oficial do país.
Durante o período colonial, a região de Nola foi cedida pela França à Alemanha em 1911, como parte do Acordo Marrocos-Congo, integrando-se à colônia de Neukamerun. Após a Primeira Guerra Mundial, a área foi reconquistada pelos franceses com a ajuda de líderes locais, como o chefe Daddio, que forneceu canoas para as tropas francesas, e Ngoukou I, que também apoiou a luta contra os alemães. Posteriormente, Nola passou a fazer parte da colônia francesa de Ubangui-Chari.[carece de fontes?]
No século XXI, a cidade foi palco de conflitos. Em março de 2013, foi capturada pelas forças Séléka, e em fevereiro de 2014, foi tomada por milícias Anti-balaka, resultando na morte de 17 muçulmanos e na fuga de sobreviventes para Camarões. Em setembro de 2016, Nola foi declarada livre de grupos rebeldes, marcando um período de relativa estabilidade.[carece de fontes?]